# Réziai nyelv
A réziai nyelv vagy réziai dialektus (saját nevén rozajanski langač vagy lengač, szlovénül: Rezijanščina, Rezijansko narečje, olaszul: Dialetto resiano, friuli nyelven Rosean) a szlovén nyelv egy kisebb, jelentős önállóságot mutató dialektusa, amit Északkelet-Olaszországban beszélnek az ott élő szlovénok. A réziai a vend mellett a szlovén másik különleges dialektusa.
A réziai nyelvet ma 1500 ember beszéli a Resia-völgy területén (Olaszország Friuli-Venezia Giulia régiójában, Udine megyében), de nagyon hasonlít rá a Tengermellék (Primorska) régióban beszélt szlovén tájszólás is. A nyugati szlovén nyelvjárásokra elsősorban az olasz nyelv hatott különösképpen, de a réziaiban az olasz mellett megtalálhatóak friuli jövevényszavak is, ezek szókészletét nagyban befolyásolják.

## Kialakulása

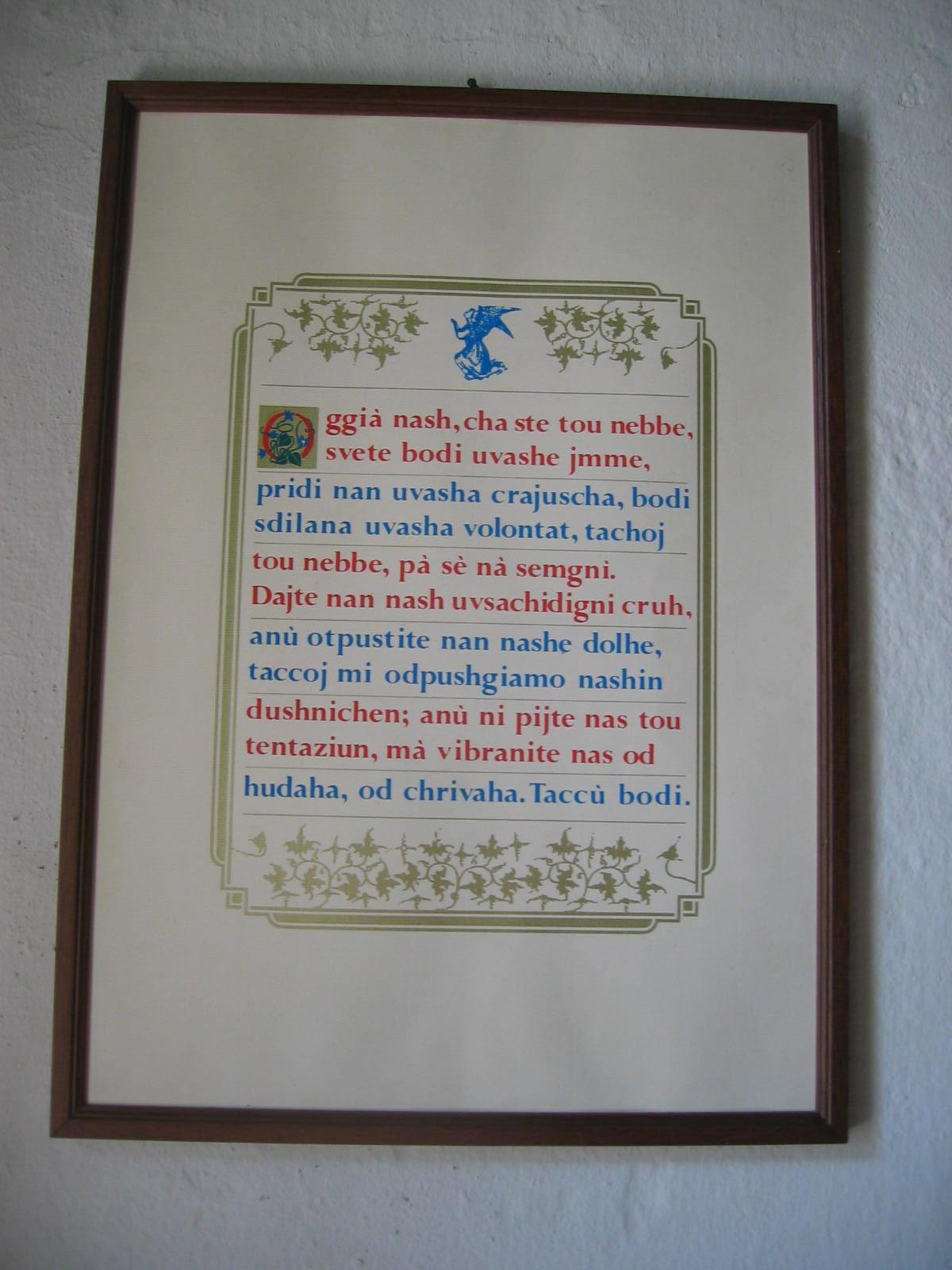
A Miatyánk réziaiul.

A réziai nyelv kialakulása izoláltságának következménye, amely hasonlóan ment végbe a Muravidéken is. Míg a legtöbb a szlovén tartomány osztrák kézben volt, addig Réziát a Velencei Köztársaság birtokolta. A standard szlovéntól a réziai fonetikája is nagyon különbözik. Részben ez is sztenderdizált, ábécéje a W-t is használja. A réziai is őriz archaikus elemeket.
A réziai nyelv első írott szövege a réziai miatyánk, ami a 18. századból maradt fenn, amit San Giorgióban találtak meg. A 20. században rengeteg vers, ének, tánc, mese és történet született réziaiul, legtöbbjük kézzel írt szöveg, amely szűk körben terjedt. Viszonylag kevés nyomtatott réziai könyv van, az egyik ilyen korai könyv Jozef Cramaro oseaccó-i plébános katekizmusa 1927-ből, a To kristjansko učilo.
A nyelvvel többen is foglalkoztak a 20. századtól, többek között Aldo Kumar. Televíziós gyermek-műsort is készítettek a nyelven, Zverinice iz Rezije címmel.
Az első tudós, aki foglalkozott a réziai nyelvvel, a részben lengyel származású Jan Niecisław Baudouin de Courtenay volt, tudományos módszerekkel próbálta igazolni, hogy a réziai önálló nyelv, azonban nem zárta ki, hogy ne lenne a szlovén származéka. A tudós nevéhez számos tévedés is kötődik, így például kelta eredetet feltételezett olyan szláv nyelveknél, nyelvjárásoknál, amelyben jelen van az ü betű, így a vend nyelvet is elszlávosodott kelta nyelvnek tartotta. A réziai nyelvvel kapcsolatban is számos feltételezés kapott lábra, így de Courtnay kutatásai révén Oroszországban olyan állítás született, mely szerint a Rézia lakói valójában nyugatra vándorolt katolizált keleti szlávok lennének. A réziai témával foglalkozó kutatásokat ma már többen, így Szlovéniában Jožef Toporišič nyelvész is rezianológiá-nak nevezi.
Bár a nyelvészek nagyobb része pusztán szlovén nyelvjárásnak, némelyek a szlovénból önállósult nyelvnek tartják[forrás?]. A réziaiak nehezen értik az irodalmi szlovént, ezért 2007-től szorgalmazták, hogy a dialektust is tanítsák azon olaszországi iskolákban, ahol a szlovén nemzetiség gyermekei tanulnak. Toporišič és más nyelvészek szerint az effajta regionális nyelvek tanítása helytelen egy ilyen rendkívül kisszámú nép esetében. Miután a csökkenő tendencia fennmaradt, a réziai irodalmi nyelv használata aligha lehet praktikus, ez csak annál jobban elszigeteli a réziaikat. Toporišič szerint két lehetőség van, vagy azonosulnak a szlovén irodalmi nyelvi normákkal, vagy az olaszt használják, ez pedig egyet jelentene a réziaiak teljes beolvadásával.
A fasiszta Olaszországban előszeretettel hivatkoztak arra, hogy a réziai nem szlovén tájnyelv, és a beszélői sem szlovénok, így akarták megosztani a szlovén kisebbséget, és ellehetetleníteni azt, hogy az velencei szlovén régiót a Szerb–Horvát–Szlovén Királyság magának szerezze meg, jóllehet Réziát 1945 után sem csatolták el Olaszországtól.
Napjainkban az olasz neofasiszták és nacionalisták is magukénak vallják e nézetet, ugyanakkor törekszenek a réziai szlovének és a többi Olaszországban élő szlovén asszimilálására.
Nacionalista olasz magyarázat szerint a réziai nem azonosítható sem a szlovén, sem a szláv nyelvekkel [forrás?], csupán szlávosodott rétoromán nyelv. Azzal próbálták alátámasztani állításaikat e vélemény hívei, hogy a Rézia völgy csak Olaszország felé nyílik, míg Szlovénia oldaláról elzárják a hegyek, tehát a lakosság nyugatról, itáliai területről jött újlatin etnikum lehetett. Viszont tény, hogy a réziaiban a szórend, a ragozás, illetve a szókincs döntő többsége egyértelműen szláv jellegre utal. Az latinizmus a szókincsben (a környező újlatin nyelvek) nagyfokú hatása, nem jelenti még azt sem, hogy ezáltal a réziai nyelv teljesen azonosult volna az újlatin nyelvekkel úgy, hogy azáltal abba a nyelvcsaládba lehessen sorolni. Amellé a földrajzi elhelyezkedés sem bizonyíték, mert a szláv területek nagyobb helyet foglaltak el, miután a szláv népek a kora középkor folyamán betelepültek a Balkán, a Kárpát-medence, illetve a Visztulán inneni területekre, s valószínűleg Észak-Itália keleti régiójában is nagyobb helyet foglalhattak el[forrás?].
Ljubljanában és Mariborban is van a réziairól elnevezve utca (Rezijanska ulica).

## Fordítás
- Ez a szócikk részben vagy egészben  a   Rezijanščina című szlovén Wikipédia-szócikk fordításán alapul.  Az eredeti cikk szerkesztőit annak laptörténete sorolja fel. Ez a jelzés csupán a megfogalmazás eredetét és a szerzői jogokat jelzi, nem szolgál a cikkben szereplő információk forrásmegjelöléseként.